# Abu Sahl al-Masihi
Abu Sahl Isa ibn Yahya al-Masihi a fost astronom, matematician, fizician și lingvist. S-a născut în orașul Gorgan în anul circa 970. A fost școlit în Bagdad, mai târziu mutându-se în orașul Khwarezmia, unde a trăit până în anul 1011. În Horezm, la Academia Ma’mun, a lucrat aproape de doi contemporani celebri ai săi, Al Biruni și Avicenna. Lucrările științifice ale lui Masihi despre Biruni, precum și tratatele scrise de Avicenna și dedicate lui al-Masihi pot dovedi acest lucru. Avicenna îl trata pe Masihi ca pe un prieten și profesor de științe medicale. Masihi a murit în anul 1011 în deșert, în călătoria sa din Hwarezmia în Gorgan, când îl însoțea pe prietenul său Avicenna în drumul său spre curtea guvernatorului din Gorgan, Kabus ibn Washmgir.

## Principalele lucrări științifice
Nu există o evidență clară a numărului de manuscrise ale lui Masihi. În orice caz, este știut din diferite surse faptul că 12 din cărțile sale au fost dedicate lui Beruni și activității sale, din care 3 în domeniul geometriei, 3 în domeniul astronomiei, una  în climatologie, una în etică, una în domeniul lingvistic, două în astrologie și una despre plantele medicinale. Însă din nefericire, aceste manuscrise nu au fost conservate și nu mai există în ziua de azi. Printre lucrarile sale în domeniul științelor exacte se numără și: Kitab fi mabadi-l handasa (Introducere în geometrie) un manual despre geometria elementară din acele vremuri,  Kitab fi suqun al-ard au haratatikha (Carte despre mobilitatea sau imobilitatea pământului),  Risala fi kawanin as-sina’a (Tratat despre principiile astronomiei), o lucrare despre principiile de bază ale astronomiei din secolul X. 
Printre scrierile sale în domeniul medical, cele mai importante sunt : Kutub al-mia fi-s-sin’at at-tibbiya (Sute de carti despre stiinta medicala) și Risala fi judary (Un tratat de variola).
Cu toate că majoritatea lucrărilor sale sunt unele științifice, Masihi obișnuia să scrie și poezie, Beruni însuși introducând un pasaj scris de Masihi în cartea sa intitulată  “Chronology” (Cronologia).

## Contribuția în știință
Principala și probabil cea mai importantă carte a lui Masihi a fost : Kutub al-mia fi-s-sin’at at-tibbiya (Sute de cărți despre știința medicală), fiind unul dintre puținele tratate medicale scrise în secolele X-XI, o lucrare ce tratează numeroase aspecte teoretice și practice ale medicinei din acea perioadă. Mai târziu, Avicenna, în lucrarea sa intitulată  “Cannons of the Medicine” (Legile Medicinei), a folosit cu înțelepciune celebra lucrare a lui Masihi. Mulți depozitari de cărți obișnuiau să facă copii după acele manuscrise în diferite perioade, copii ce erau păstrate în multe locuri, lucru ce demonstreză importanța lor la acea vreme. 
Beruni a avut un rol activ în dezvoltarea farmaciei de vârstă mijlocie. În ultimii ani de viață, a scris principala sa carte :  “Kitab as caydana ai-t-tib” (Farmacia în medicină), în care se găseau informații despre 118 feluri de plante medicinale, de origine animală și vegetală. Cartea a reprezentat marele început al farmaciei. La începutul cărții, autorul își expune câteva idei proprii referitoare la contribuția unor vechi oameni de știință în domeniu și despre dezavantajele alfabetului arab în farmacie. După partea introductivă, urmează cele 1116 paragrafe, fiecare dintre ele fiind un fel de prescripție despre anumite tipuri de medicamente. 
Pentru altă carte a sa, “Saydana”, Beruni s-a inspirat din lucrări celebre din ultimii 1500 de ani, fiind aproximativ 250 de autori menționați de către acesta în lucrarea sa, mulți dintre ei nefiind celebri. Beruni a acordat o deosebită importanță denumirilor medicale în diferite limbi și dialecte, întrucât în literatura medicală din acea perioadă erau greșeli frecvente ale anumitor denumiri medicale. Astfel el a explicat aproximativ 4500 de nume din arabă, persană, greacă, indiană, turcă de plante, animale, minerale și medicamente obținute pe baza acestora. Astfel el a contribuit enorm la formarea și păstrarea unor denumiri medicale în acea perioadă.

## Recunoaștere la nivel mondial
Deși lucrarea lui Beruniy intitulată "Pharmocognisia" nu este o variantă completă, mulți autori s-au folosit de ea în evul mediu. Spre exemplu, ea a fost tradusă în secolul XIII în limba persană de către Abu Bahrom ib Alu Al-Kasani. Informații despre această lucrare se regăsesc în dicționarul medical din secolul XIII. În secolul XX, în Europa au fost publicate traduceri ale câtorva părți din lucrarea "Saydana", unele articole publicate fiindu-i dedicate. O traducere științifică completă a lucrării a fost efectuată în limba rusă și publicată în anul 1974 în Tashkent.